# Angela Rumbold
Pour les articles homonymes, voir Rumbold.
Angela Claire Rosemary Rumbold (née Jones, 11 août 1932-19 juin 2010) est une femme politique britannique du Parti conservateur, député de 1982 à 1997.

## Éducation
Elle fait ses études à la Perse School for Girls, à Cambridge, au Notting Hill and Ealing High School et au King's College de Londres. Elle s'est qualifiée comme avocate après avoir obtenu son LLB, mais n'a jamais exercé. Elle voyage à travers les États-Unis avec son père, un physicien qui a été pro-recteur de l'Imperial College jusqu'à sa mort.

## Mariage et début de carrière
Elle épouse John Rumbold, un avocat, avec qui elle a deux fils et une fille.
Elle reprend une vie professionnelle après avoir élevé ses enfants et travaille comme directrice générale pour une organisation caritative, l'Association nationale pour le bien-être des enfants à l'hôpital. À la suite de ce poste, étant devenue conseillère locale, elle travaille au Greater London Council comme chercheuse, puis est mutée pour travailler au bureau de Londres du Conservative Central Office.
Elle siège à de nombreux comités nationaux, dont l'Organe d'examen des médecins et des dentistes, et est présidente du comité de négociation des enseignants jusqu'à ce qu'il soit fermé par une loi du Parlement.

## Carrière politique
Elle est conseillère du Borough royal de Kingston upon Thames entre 1974 et 1983.
En 1982, Bruce Douglas-Mann, député de Mitcham et Morden, quitte le Parti travailliste pour rejoindre le Parti social-démocrate (SDP). Il démissionne de son poste de député et se représente sous la bannière du SDP. L' élection partielle qui en résulte a lieu pendant la Guerre des Malouines et est remportée par Rumbold. Elle conserve le siège pour les conservateurs jusqu'en 1997, généralement avec de fortes majorités.
Angela Rumbold est secrétaire parlementaire privée du secrétaire d'État aux Transports, Sous-secrétaire d'État parlementaire au ministère de l'Environnement, ministre d'État à l'Éducation et ministre d'État au ministère de l'Intérieur. En 1992, elle est vice-présidente du Parti conservateur.
Aux élections générales de 1997, elle perd son siège au profit de Siobhain McDonagh, du Labour.

## Gouverneur d'école
Après avoir quitté la Chambre des communes en 1997, elle reprend bon nombre de ses activités bénévoles. Elle est présidente du conseil d'administration de la Danes Hill School à Oxshott et de la Surbiton High School dans le Borough royal de Kingston upon Thames, ainsi que vice-présidente du conseil d'administration de la Tolworth Girls 'School, une grande école secondaire moderne également dans le Borough royal de Kingston upon Thames.
Elle est présidente des gouverneurs de la Wimbledon High School et gouverneure de la More House Girls'School de Knightsbridge. Elle est présidente du conseil des gouverneurs de la Mill Hill School pendant neuf ans et créé son école pré-préparatoire à Grimsdells. Elle préside également le Minerva Fund pour le remplacement des bourses dans les écoles du Girls 'Day School Trust après la fermeture du programme Assisted Places.
Elle est coprésidente de l'Association des organes directeurs des écoles indépendantes et présidente du Comité des finances et des objectifs généraux du Conseil des écoles indépendantes. Elle est membre du Trust and Governing Council du United Church Schools Trust et présidente du United Learning Trust.